# Reachtruck

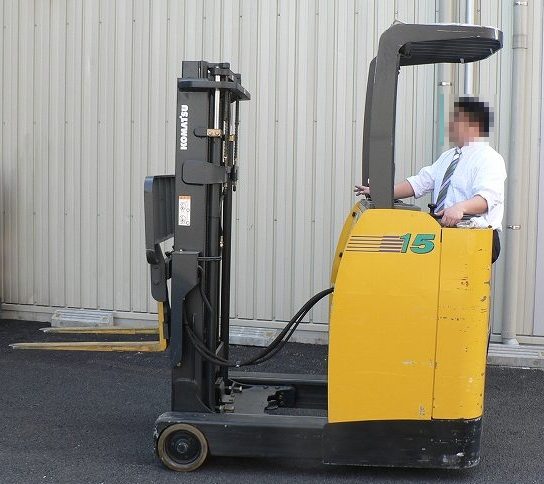
Een kleine reachtruck met uitgeschoven mast

Een reachtruck is een transportvoertuig dat in magazijnen wordt gebruikt om pallets met goederen in stellingen op te slaan of uit stellingen te halen en voornamelijk gebruikt wordt voor intern transport.
Een reachtruck kenmerkt zich doordat de mast met daaraan de vork in zijn geheel naar voor en achter geschoven kan worden, en doordat de bestuurder dwars op het voertuig zit, hij kijkt als het ware tegen de zijkant van de reachtruck aan. Een reachtruck met ingeschoven mast is hierdoor veel korter en kan zo in smallere gangen gebruikt worden dan met een vorkheftruck het geval zou zijn. Iets wat vooral in grotere magazijnen voor veel ruimtebesparing kan zorgen. Omdat reachtrucks maar één achterwiel hebben, is ook de draaicirkel erg klein, iets wat ook weer bijdraagt aan efficiënt ruimtegebruik omdat de gangpaden zo nog smaller gemaakt kunnen worden.

## Gemak, wendbaarheid en veiligheid
In tegenstelling tot heftrucks die binnen en buiten kunnen rijden, worden reachtrucks voornamelijk binnen gebruikt. Dit komt door de vaak harde banden van polyurethaan. Deze banden maken reachtrucks op de vlakke magazijnvloer erg wendbaar maar voor oppervlakken als bestrating hebben ze onvoldoende demping. Wel is er sinds kort ook een reachtruck met volrubberbanden die ook buiten gebruikt kan worden. Het voordeel hiervan is dat de bestuurder, als hij bij hoge lasten achteruit moet rijden, doordat hij dwars op de truck zit niet continu achterom hoeft te kijken. Omstanders moeten altijd uit de draaicirkel van de reachtruck blijven of liefst nog verder voor het geval er een pallet omvalt en om te voorkomen dat de reachtruck over hun tenen rijdt. Veiligheidsschoenen zijn veelal verplicht voor eventueel vallende lading of het overrijden van de tenen, maar bieden niet altijd de garantie dat de tenen of de voet(en) geen letsel oplopen bij overrijding.
Om te zorgen dat een reachtruck ondanks zijn geringe afmetingen ook met een uitgeschoven mast stabiel is heeft een reachtruck zijarmen waar de niet-draaiende voorwielen in zijn gemonteerd.

## Hoogtebereik en hefvermogen
De meeste reachtrucks, vooral de oudere, kunnen een hoogte van ongeveer 6.50 meter bereiken, echter zijn er al reachtrucks die ongeveer de dubbele hoogte hiervan kunnen bereiken. Het hefvermogen van een reachtruck ligt tussen de 1000 en ruim 2500 kg, afhankelijk van het type en de constructie. Indien men een zwaar gewicht met een reachtruck moet oppakken is het gebruikelijk de vorken (ook wel lepels genoemd) zo ver mogelijk in de pallet te steken om de reachtruck niet te overbelasten.

## Vierwegreachtruck
Een speciale versie van de reachtruck is de vierwegreachtruck. Deze heeft als bijzondere eigenschap dat alle wielen van de reachtruck kunnen draaien. Dit in tegenstelling tot een gewone reachtruck waarbij alleen het achterwiel dat onder de cabine zit kan draaien. De vierwegreachtruck kan hierdoor ook zijwaarts rijden. Het voordeel hiervan is dat er in smalle gangen met lange lasten gewerkt kan worden. De vierwegreachtruck lijkt ook enigszins op een zijlader maar is duidelijk korter en smaller om ook in standaard magazijnopstellingen te kunnen manoeuvreren.

## Mobiel wegen met een reachtruck
Een hydraulisch weegsysteem dat gemonteerd wordt tussen de leiding bij de hef cilinder genereert een eenvoudige controlewegingen waarbij een nauwkeurigheid van 2% acceptabel is. Het hydraulisch weegsysteem wordt integraal opgebouwd op reachtruck inclusief montage van een oliedruksensor op de bestaande hydrauliek. Andere soorten weegsystemen zijn de RF wegende vorken of een wegend vorkenbord.

## Geschiedenis
De eerste reachtruck de SFR wordt in 1954 geproduceerd door de Britse fabrikant Lansing Bagnal en in 1958 word de FRER 2 op de markt gebracht met een dwars zitvlak. Het bedrijf word jaren later in 1989 overgenomen door Linde Material Handling.
Het tweede bedrijf dat op grote schaal innoveerde was het Duitse Jungheinrich, in 1954 brachten zij al een stapelaar op de markt, in 1956 de eerste reachtruck onder de naam Retrak en in 1963 kwam de ESV20G op de markt. Jungheinrich innoveerde in deze periode o.a. met diesel en elektrische wagens.  
Het derde bedrijf dat bijdroeg aan de ontwikkeling van de reachtruck was het Zweedse BT. In 1949 hadden zij voor de Zweedse spoorwegen al de Euro-Pallet ontwikkeld. BT werd in 2000 overgenomen door Toyota Material Handling.